# Otto Ušák
Otto Ušák (28. prosince 1892, Praha – 3. září 1957, tamtéž) byl český akademický malíř a přírodovědný ilustrátor, který úzce spolupracoval s botanikem a mykologem Albertem Pilátem.

## Život
S Albertem Pilátem vytvořil známý Atlas rostlin (1953, 1960, 1964, 1975) vydaný i v kapesním provedení (1958, 1964, 1968, 1972, 1974, 1976, 1979, 1988), Atlas hub (1952, 1964, 1970, 1976) opakovaně vydaný i v kapesním provedení (1956, 1960, 1964, 1965, 1968, 1970, 1975, 1976). Tyto byly přeloženy a vydány i v angličtině, francouzštině, italštině, němčině, polštině a slovenštině. Dále pak publikace Naše houby (1952) a Naše houby II (1959), které jsou považované za vrchol jejich společného díla a ceněné i kvůli barevně dokonalé tiskové reprodukci Ušákových originálů.
Používal nejčastěji techniku akvarelu. Ceněn byl především za schopnost zachytit v ilustraci podstatu dané houby a také prostorovost maleb.

## Dílo
- Atlas rostlin (Praha 1951)
- Atlas hub (Praha 1952)
- Naše houby (Praha 1952)
- Mushrooms (Amsterdam 1954)
- Vreckový atlas húb (Bratislava 1956)
- Naše houby: kritické druhy našich hub (Praha 1959)
- A handbook of mushrooms (London 1959)
- Kapesní atlas rostlin (Praha 1963)
- Plevele polí a zahrad (Praha 1956)
- Chráněné rostliny (Praha 1954)
- Užiteční ptáci našich lesů (Praha 1955)
- Užiteční ptáci našich ovocných sadů a zahrad (Praha 1955)